# Паиш, Педро
Педро Паиш (Паис, Паэс) Харамильо (исп. Pedro Páez Jaramillo; 1564, Ольмеда-де-лас-Фуэнтес, Испания — 20 мая 1622, Эфиопия) — испанский иезуит на службе Португалии. Исследователь Эфиопии.

## Биография
По происхождению испанец. Родился в Ольмеда-де-лас-Фуэнтес, недалеко от Мадрида. Обучался в иезуитской семинарии в Коимбре, после окончания которой был направлен в Гоа, португальскую колонию в Индии.
В 1589 по указу папы Сикста V орден иезуитов послал П. Паиша из Гоа в Эфиопию, ставшую с середины XVI века ареной активной деятельности португальских миссионеров-иезуитов. Однако по дороге он был захвачен пиратами, продавшими его в рабство в Йемен, где он находился 7 лет. Во время пребывания в Йемене, использовал возможность для изучения и совершенствования арабского языка. Выкупленный орденом в 1596 году, проник в Эфиопию лишь в 1603.
Овладел геэз и амхарским языками.
В 1613 (по другим данным 21 апреля 1618 г.), он первым из европейцев посетил Чоке, священную гору эфиопов, на склонах которой берёт начало река Малый Аббай, иногда называемая Верхний Голубой Нил. Исследовал озеро Тана и вытекающую из него реку Аббай. Установил, что Аббай течёт на юго-восток, затем образует дугу и далее течёт к Нилу.
Педро Паиш первым установил, что Аббай и Голубой Нил — это одна и та же река и что разливы Нила в низовье связаны с подъёмом воды в Аббае в период дождей.
П. Паиш является автором 2-х сочинений на латинском языке «О заблуждениях абиссинцев» и «История Эфиопии» (т. 1—2) (опубликованы в 1905—1906).
Служил в иезуитской миссии в Эфиопии до конца жизни. 16 января 1621 Паиш освятил новую иезуитскую каменную церковь на озере Тана.